# Франц фон Гольцендорф
Йохим Вільгельм Франц Філіп фон Гольцендорф (нім. Franz von Holtzendorff; 14 жовтня 1829 — 4 лютого 1889, Мюнхен) — німецький юрист, криміналіст, і педагог, професор права Берлінського і Мюнхенського університетів. Член Академії деї Лінчеї.

## Біографія
Франц фон Гольцендорф народився 14 жовтня 1829 року в Бранденбурзі. Навчався в Боннському університеті.
Був професором у Берліні та Мюнхені. Вже перші праці Гольцендорфа, «Die Deportationsstrafe im römisch. Alterthum» (Лейпциг, 1859), «Die Deportation als Strafmittel» (Лейпциг, 1859), вказували на особливий інтерес автора до питань відбування покарання, який змусив його здійснити ряд подорожей по всій Європі. Ці ж питання розкрито в його творі про ірландську тюремну систему («Das Irische Gefangnissystem», Лейпциг, 1859), а також у кількох роботах про скорочення терміну тюремного ув'язнення і умовне звільнення («Die Kürzungsfähigkeit der Freiheitsstrafe und die bedingte Entlassung der Gefangenen», Лейпциг, 1861; «Kritische Untersuchungen über die Grundsätze und Ergebnisse des ігіѕсһеп Strafvollzuges», Берлін, 1865).
Але справжню популярність серед колег Гольцендорфу принесла його праця «Das Verbrechen des Mordes und die Todesstrafe» (Берлін, 1875). У цьому творі він доводить можливість і бажаність скасування смертної кари в законодавствах культурних народів. Більш популярний виклад питання («Psychologie des Mordes»), а також пізніші статті про смертну кару (наприклад, в італійській «Rivista penale» 1883 року.
Гольцендорф склав собі ім'я і в галузі державного і міжнародного права. У міжнародному праві його головним чином цікавило питання про видачу злочинців і право притулку. Він був одним із засновників інституту міжнародного права. Він же став головним засновником з'їздів німецьких юристів, брав участь у з'їздах протестантів, виступав поборником розширення прав і поліпшення суспільного становища жінки. 
Йохим Вільгельм Франц Філіп фон Гольцендорф помер 4 лютого 1889 року в місті Мюнхені.